# Jerzy Merkisz
Jerzy Merkisz (ur. 14 września 1947) – polski naukowiec, specjalista od silników spalinowych, wykładowca Politechniki Poznańskiej.
W 1971 uzyskał dyplom magistra inżyniera mechanika w specjalności „Maszyny i urządzenia energetyczne – Silniki Spalinowe” na Wydziale Budowy Maszyn Politechniki Poznańskiej. W tym samym roku rozpoczął pracę w Zakładzie Silników Spalinowych Instytutu Techniki Cieplnej Silników Spalinowych jako asystent stażysta i kolejno asystent i starszy asystent. W 1978 r. obronił pracę doktorską pt. „Metodyka badań i wpływ niektórych parametrów konstrukcyjnych pierścieni zgarniających na zużycie oleju w silnikach spalinowych na przykładzie silnika 115C.076/52", która została wyróżniona nagrodą Rektora Politechniki Poznańskiej. W 1992 r. uzyskał stopień doktora habilitowanego w zakresie budowa i eksploatacja maszyn w wyniku obrony rozprawy habilitacyjnej pt. „Studium wpływu zużycia oleju na emisję związków toksycznych w szybkoobrotowych silnikach spalinowych”. Uzyskał nagrodę Rektora Politechniki Poznańskiej. 1 września 1994 r. został powołany na stanowisko profesora nadzwyczajnego Politechniki Poznańskiej, a w 1997 r. uzyskał tytuł naukowy profesora nauk technicznych. Zatrudniony jest na stanowisku profesora na Wydziale Inżynierii Lądowej i Transportu Politechniki Poznańskiej w Instytucie Silników Spalinowych i Napędów. W latach 1993–2021 był dyrektorem Instytutu Silników Spalinowych i Transportu.
Główne obszary działalności naukowej: budowa i eksploatacja maszyn – silniki spalinowe, szczególnie w aspekcie ekologii; transport i ekologia transportu, w tym systemy diagnostyki pokładowej OBD. Inicjator, autor i koordynator koncepcji oraz metodyki badań dotyczącej emisji związków szkodliwych spalin w rzeczywistych warunkach eksploatacji (RDE – Real Driving Emissions) wszelkich środków transportu, w których zastosowano silniki spalinowe, przy wykorzystaniu aparatury pomiarowej mierzącej emisje „on-board”.
Założyciel i prezes zarządu Polskiego Towarzystwa Naukowego Silników Spalinowych, redaktor naczelny kwartalnika „Combustion Engines” oraz organizator Międzynarodowego Kongresu Silników Spalinowych.
Członkostwo w instytucjach i komitetach naukowych:
- Honorowy Profesor Akademii Transportu Ukrainy,
- SAE Fellow Grade of Membership amerykańskiego towarzystwa SAE (Society of Automotive Engineers)[9],
- Honorowy Profesor Uniwersytetu Warmińsko-Mazurskiego w Olsztynie,
- członek Polskiego Towarzystwa Naukowego Motoryzacji,
- członek Polskiego Instytutu Spalania,
- członek Polskiego Towarzystwa Pojazdów Ekologicznych,
- członek Polskiego Naukowo-Technicznego Towarzystwa Eksploatacyjnego,
- honorowy członek Polskiego Towarzystwa Chirurgii Robotowej,
- członek Komitetu Transportu PAN,
- były członek Komitetu Budowy Maszyn PAN,
- przewodniczącym Komitetu Technicznego Polskiego Komitetu Normalizującego ds. Silników Spalinowych,
- wiceprzewodniczącym Rady Nadzorczej i przewodniczącym Rady Naukowej w Instytucie Badań i Rozwoju BOSMAL w Bielsku-Białej.

Członkostwo w radach naukowych:
- Instytut Pojazdów Szynowych TABOR w Poznaniu,
- Przemysłowy Instytut Motoryzacji w Warszawie,
- Instytut Transportu Samochodowego w Warszawie,
- Instytut Lotnictwa i Instytucie Technicznym Wojsk Lotniczych w Warszawie.

Otrzymał tytuł doktora honoris causa Akademii Techniczno-Humanistycznej w Bielsku-Białej (2011), Uniwersytetu Technologiczno-Humanistycznego w Radomiu (2014) oraz Politechniki Lubelskiej (2021).
Jest autorem i współautorem wielu prac naukowych m.in. 45 monografii i podręczników akademickich, 13 patentów, oraz około 700 artykułów, 440 referatów (krajowych i zagranicznych) i około 400 prac badawczych dla przemysłu. Dużą część swojej twórczej pracy poświęca kształceniu młodych pracowników nauki. Wypromował (do dnia 01.12.2021) 50 doktorów, jest promotorem 5 prac doktorskich w toku. Jest autorem 48 opinii o dorobku kandydatów do tytułu naukowego profesora, 76 recenzji prac habilitacyjnych i 87 recenzji prac doktorskich.
Był członkiem z wyboru (przez dwie kadencje) Zespołu Górnictwa, Geodezji i Transportu w Komitecie Badań Naukowych, a następnie członkiem Rady Nauki (I i II kadencji) w Komisji Badań na Rzecz Rozwoju Gospodarki przy Ministerstwie Nauki i Szkolnictwa Wyższego. Obecnie jest członkiem Zespołów Ekspertów/Doradców w Ministerstwie Edukacji i Nauki oraz w Narodowym Centrum Badań i Rozwoju w Warszawie.